# House by the Railroad
House by the Railroad es un cuadro del pintor estadounidense Edward Hopper. Fue uno de los primeros trabajos que realizó el artista al regresar a Estados Unidos tras pasar su juventud en Europa. Con este cuadro comienza una etapa de realismo y americanismo que le convirtieron en un referente de este movimiento en su país natal.
El cuadro, realizado en 1925, tiene especial relevancia ya que fue el primero que adquirió el MoMA en Nueva York para su colección permanente en 1930. Además, el director de cine Alfred Hitchcock se inspiró en esta obra para el diseño del motel que aparece en la película Psicosis.

## Descripción
En la pintura, realizada en óleo sobre lienzo, se observa una antigua casa victoriana detrás de unas vías de tren en primer plano que actúan como barrera visual entre la casa y el espectador. Dicha barrera otorga al edificio una sensación de inaccesibilidad y aislamiento que se ve reforzada por la falta de movimiento en la escena y por el paisaje desolador que la rodea.

## Interpretación
La obra pertenece al movimiento de realismo nacionalista que surgió en Estados Unidos tras la Primera Guerra Mundial que se basa en mostrar la fealdad y la crudeza de la realidad para criticar aspectos de la sociedad estadounidense.
A pesar de que el propio autor afirmara que no había nada particularmente expresivo en este cuadro y que lo había pintado de manera objetiva, al observarlo provoca multitud de sentimientos y da lugar a interpretaciones subjetivas.
En este cuadro en particular, la quietud de la escena se ha interpretado como una imagen de soledad, tristeza y lejanía con el mundo. Algunos incluso señalan que las vías del tren podrían hacer referencia a algún tipo de movimiento, sin embargo, el hecho de que no pase ningún tren sobre ellas no hace sino reforzar la idea de soledad y melancolía que se percibe en el lienzo.
Por otro lado, el estilo victoriano y antiguo de la casa junto con el hecho de que esté deshabitada se ha interpretado como una crítica al exceso de urbanización y al progreso, que quedan representados en las vías de tren, puesto que llevan a la pérdida de construcciones como la que aparece pintada.